# Mount Rodger
Mount Rodger ist ein 1410 m hoher und spitzer Berggipfel im Ellsworthgebirge des westantarktischen Ellsworthlands. In der Heritage Range ragt er am nordwestlichen Ende der Collier Hills auf. Westlich von ihm erstreckt sich der Schanz-Gletscher.
Der United States Geological Survey kartierte ihn anhand eigener Vermessungen und Luftaufnahmen der United States Navy aus den Jahren von 1961 bis 1966. Das Advisory Committee on Antarctic Names benannte ihn im Jahr 1966 nach Rodger A. Brown, der 1958 als Meteorologe auf der Forschungsstation Little America V tätig war.